# Appuleii
Légende :
♦Patricien, ♦Plébéien, ♦Consulaire, ♦Sénatorial, ♦Équestre
Gens et Liste des gentes romaines
Les Appuleii ou Apuleii sont les plébéiens membres de la gens romaine Appuleia.

## Principaux membres

### Sous la République

#### Branches diverses
- Lucius Apuleius, tribun de la plèbe en 391 av. J.-C., il poursuit Camille en justice et le contraint à l'exil pour avoir dissimulé à son profit une partie du butin pris sur Véies[1],[a 1].
- Quintus Appuleius Pansa, consul en 300 av. J.-C.
- Lucius Appuleius, ambassadeur envoyé en 156 av. J.-C. pour enquêter sur l'affaire opposant Attale II de Pergame à Prusias II de Bithynie.
- Lucius Appuleius, préteur en Macédoine en -59 puis proconsul de cette même province l'année suivante.
- ? Appuleius, proquesteur en Asie en 55 av. J.-C.[a 2]
- ? Appuleius, praediator[a 3]

#### Branche desAppuleii Saturnini
- (Appuleius Saturninus)
  - Lucius Appuleius Saturninus, decemvir en -173, préteur peregrin en -166, envoyé par le Sénat pour enquêter sur la querelle opposant les Pisons (Pisani) aux colons de Luna (Lunenses) et imposer la frontière entre les deux territoires[2]'[a 4].
    - (Appuleius Saturninus)
      - Lucius Appuleius Saturninus, (v.-130 - -100), tribun de la plèbe en -103 et -100.
        - ? Appuleia, épouse de Marcus Aemilius Lepidus, consul en -78.

  - Caius Appuleius Saturninus, quinquevir finibus cognoscendis statuendisque en -168.
    - ? Caius Appuleius
      - Caius Appuleius Decianus, fils naturel de Publius Decius Subulo, fils adoptif du précédent, tribun de la plèbe en -98, exilé en Asie Mineure.
        - Caius Appuleius Decianus, emmené en exil avec son père à Pergame et Apollonie en Asie Mineure.
          - Lucius Appuleius Decianus, questeur en -44, proquesteur de Sextus Pompée en -43.

### Sous l'Empire

#### Sexti Appuleii
Les Sexti Appuleii sont originaires de Luna, en Etrurie, ils sont inscrits dans la tribu Galeria.
- Sextus Appuleius, (v.-110 - ?)
  - Sextus Appuleius (v.-85 - ap.29), devient patricien en -29, époux d'Octavie l'Aînée, la demi-sœur d'Auguste
    - Sextus Appuleius (-63 - v.-5), consul en -29.
      - Appuleia Varilla (v.-30 - ap.17), épouse de Marcus Aemilius Lepidus, condamnée à l'exil en 17 par Tibère.
      - Sextus Appuleius (v.-20 - ap.21), consul en 14.
        - Sextus Appuleius, mort jeune.

      - ? Publius Appuleius Varus.

    - Marcus Appuleius (v.-55 - ap.-20), consul en -20.

  - Marcus Appuleius (v.75 - ap.42), proscrit en -43, légat de Brutus en Bithynie en -42.

#### Appuleii Tappo
Les Appuleii Tappo sont originaires d'Aquilée, ils sont inscrits dans la tribu Velina.
- Marcus Appuleius (Tappo)
  - Caius Appuleius Tappo, questeur, tribun de la plebe, édile, préteur vers -40/-20.
    - ? Caius Appuleius (Tappo)?
      - Caius Appuleius Tappo, pontif d'Aquilée sous Auguste/Tibère.

### Autres
- Appuleius Celsus, physicien de Centuripa en Sicile, tuteur de Valens et Scribonius Largus
- Lucius Apuleius, dit « Apulée », écrivain, orateur et philosophe médio-platonicien, auteur des Métamorphoses vers le milieu du IIe siècle apr. J.-C.
- Sextus Apuleius Barbarus, dit « Pseudo-Apulée », auteur supposé d'un Herbarius daté du IVe ou Ve siècle apr. J.-C.

## Pour approfondir